# Ракетний полігон «Вайт Сендс»
Ракетний полігон «Вайт Сендс» (англ. White Sands Missile Range (WSMR)) — одна з військових баз армії США, військовий полігон, який розташований на території штату Нью-Мексико. Полігон «Вайт Сендс» — найбільша військова інсталяція Збройних сил США та один з найбільших випробувальних полігонів армії США, який призначений для випробування ракетної зброї будь-якого типу, що перебуває на озброєнні сухопутних військ, а також ядерної зброї та космічної техніки.

## Зміст
Ракетний полігон «Вайт Сендс» — це найбільший військовий об'єкт США, який займає майже 3200 квадратних миль (8300 км2) площі пустелі Чіуауа, що включає території п'яти округів на півдні Нью-Мексико:
- округ Донья-Ана
- округ Отеро
- округ Сокорро
- округ Сьєрра
- округ Лінкольн

На півдні (південно-східний басейн Тулароса) ракетний полігон межує з комплексним стрільбищем МакГрегора (600 000 акрів (2400 км2) Форт Блісс, на сході з військовою авіаційною базою Голломан. Найближчі міста, що розташовані біля ракетного полігону, це Лас-Крусес (західніше), Аламоґордо (на сході), Шапаррал і Ель-Пасо (південніше).

## Галерея
|                                                    |
| Перше у світі випробовування атомної зброї Триніті |

|                                                                  |
| Запуск німецької трофейної ракети Фау-2 на полігоні «Вайт Сендс» |

|                                            |
| Головні ворота КПП на полігон «Вайт Сендс» |

|                                                                         |
| Американський БПЛА General Atomics MQ-1 Predator на іспитах на полігоні |

|                                                                     |
| Бразильський легкий турбогвинтовий штурмовик EMB 314 «Супер Тукано» |

|                                                               |
| Тестування зенітно-протитанкового комплексу ADATS на полігоні |

|                                         |
| Тестування Boeing Orbital Flight Test 2 |

|                                            |
| Бойова стрільба гаубиці M777A2 на полігоні |

|                                                        |
| Проведення іспитів протибалістичної ракети «Найк-Зевс» |

|                                                                 |
| Випробування балістичної ракети малої дальності PGM-11 Redstone |

|                                |
| Тактична ракета MGM-5 Corporal |

| |
| Стрільба 155-мм високоточним коригованим артилерійським снарядом з лазерним наведенням M712 Copperhead по танку |

|                           |
| Стрільба РСЗВ M142 HIMARS |

|                             |
| Залп РСЗВ GMLRS на полігоні |

|                                                                     |
| Стрільба самохідної гаубиці M109A6 «Паладин» на стрільбищі полігону |

|                                                  |
| Запуск протиракети «Спринт» з пускової установки |